# Župnija Trbovlje – Sveta Marija
Župnija Trbovlje – Sveta Marija je rimskokatoliška teritorialna župnija dekanije Laško škofije Celje.
Do 7. aprila 2006, ko je bila ustanovljena škofija Celje, je bila župnija del savskega naddekanata škofije Maribor.

## Cerkvi
- Cerkev Marije Matere Cerkve, Trbovlje
- Cerkev Svetega križa, Retje nad Trbovljami